# Ron Wood
Ron Wood, angleški rock kitarist in basist, * 1. junij 1947, Hillingdon, London. 
Poznan je predvsem po delovanju v skupini The Rolling Stones in The Jeff Beck Group.